# 루이스 푸리

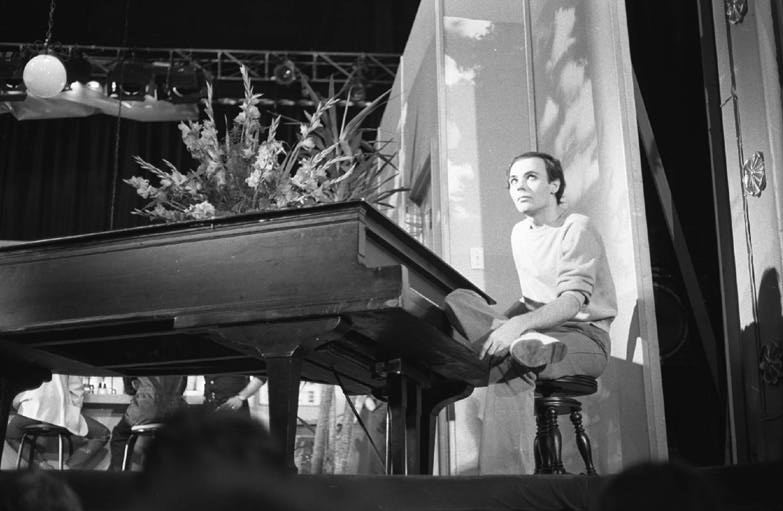

루이스 푸리(Lewis Furey, 1949년 6월 7일 ~ )는 캐나다의 배우, 가수, 작곡가, 피아노 연주자, 음악 프로듀서이다.
몬트리올에서 태어났다.

## 영화
- 땅콩 버터 소동 (1985년)
- 아메리칸 드리머 (1984년)
- 에이전시 (1980년)
- 랑 에 라 팜므 (1977년)
- 루버 건 (1977년)